# Пиріївка
Пирі́ївка — народний алкогольний напій, настоянка, раніше поширений на теренах України. У давнину українці смакували настоянкою з кореневища (підземного видозміненого пагону) найбільш злісного городнього бур'яну — пирію.

## Рецепт приготування
На початку осені викопати кореневища пирію, ретельно вимити його, порізати і залити чистою холодною водою у пропорції 1 до 4 (на 0,5 кг коріння потрібно 2 літра води). Настоювати у прохолодному темному місці один-два дні. Поставити на вогонь і проварити 10 хвилин. Відставити, щоб вариво охолонуло. Процідити і додати до відвару склянку липового меду. Закип'ятити вдруге, ще раз охолодити і додати спирт у пропорції: на 0,6 л пирійового відвару — 0,4 л спирту. Дати настоятися. Через кілька днів злити чисту пиріївку, залишаючи на дні осад. Останній профільтрувати. Настоянку розлити у пляшки і закоркувати. Вживати через один-три місяці. Чим довше стоїть пиріївка, тим стає кращою.
Пирій — рослина особлива, лікувальна, тому дозу пиріївки треба контролювати — 1-2 чарки до обіду і не більше.